# Sitrijja
Sitrijja (hebr.: סתריה) – moszaw położony w samorządzie regionu Gezer, w Dystrykcie Centralnym, w Izraelu.

## Historia
Moszaw został założony w 1949 przez imigrantów z Rumunii i Polski.

## Gospodarka
Gospodarka moszawu opiera się na intensywnym rolnictwie.

## Komunikacja
Przy moszawie przebiega droga ekspresowa nr 40  (Kefar Sawa-Ketura).